# Наумов Сергій Олександрович (історик)
Сергій Олександрович Наумов (19 вересня 1958, с. Грабовське Краснопільський район Сумська область — 1 березня 2025, Харків) — український історик, доктор історичних наук, професор Харківського національного університету імені В. Н. Каразіна.

## Біографія
Сергій Наумов народився 19 вересня 1958 року в селі Грабовське Краснопільського району Сумської області. Там закінчив 1973 року 8-річну школу.
У 1973–1977 рр. навчався в Лебединському педагогічному училищі, яке закінчив з відзнакою. У 1977–1982 рр. навчався на історичному факультеті Харківського державного університету, який також закічив з відзнакою.
З грудня 1982 р. — стажист історичного факультету, а з грудня 1983 р. по грудень 1986 р. — аспірант історичного факультету. У лютому 1987 р. захистив кандидатську дисертацію «Радянське будівництво на Лівобережній Україні в період громадянської війни (1919 р.)».
З січня 1987 р. — викладач, а з 1990 р. — доцент історичного факультету.
У 1990—-1994, з 2003–2007 рр. — вчений секретар Вченої ради історичного факультету, а у 2002–2004 рр. очолював навчально-методичну комісію факультету.
У червні 2007 р. захистив докторську дисертацію.
Помер 1 березня 2025 року.

## Творчий доробок
С. Наумов має більше 80-ти наукових публікацій.
- Український політичний рух на Лівобережжі (90-ті рр. XIX ст. — лютий 1917 р.). — Харків, 2006.
- Організаційні зміни в українському русі на Харківщині в роки першої російської революції // Вісник Харківського національного університету ім. В. Н. Каразіна. — 2003. — № 594. Історія. — Вип. 35.
- Стан місцевих організацій РУП-УСДРП у 1905–1907 рр. (на матеріалах Лівобережної України) // Проблеми історії України XIX — початку XX ст. — К., 2003. — Вип. 6.
- Харків як осередок радикальної течії в українському русі (кінець XIX — початок XX ст.) // Молода нація: Альманах. — К., 2004. — № 2.
- Харківський національний університет ім. В. Н. Каразіна за 200 років. — Харків, 2004 (у співавт.).
- Історія міста Харкова XX століття — Харків, 2004 (у співавт.)